# Helcon nunciator
Helcon nunciator är en stekelart som först beskrevs av Fabricius 1793.  Helcon nunciator ingår i släktet Helcon och familjen bracksteklar. Enligt den finländska rödlistan är arten otillräckligt studerad i Finland. Arten är reproducerande i Sverige. Inga underarter finns listade i Catalogue of Life.